# Heinrich IV. (Berchtesgaden)
Heinrich († 1351) war als Heinrich IV. von 1333 bis 1351 Propst des Klosterstifts Berchtesgaden.
Zu den Umständen seiner Wahl als Nachfolger von Konrad IV. liegt nichts vor. Doch während seiner Regentschaft wurden die Beziehungen zu den Habsburgern intensiviert.
Heinrich IV. unterstand als Propst des Berchtesgadener Klosterstifts noch der Metropolitangewalt des Erzbistums Salzburg. Erst 1455 konnte sich das Stift davon befreien und war danach in geistlichen Dingen allein dem Papst unterstellt. Aber die weltliche Eigenständigkeit der Stiftspropstei begann sich bereits seit 1294 durch die Erlangung der Blutgerichtsbarkeit für schwere Vergehen zu manifestieren. Somit war Heinrich IV. im Rang den Reichsfürsten gleichgestellt.
Er profitierte nach Jahrzehnte währenden Salzirrungen zwischen dem Klosterstift und dem Erzbistum Salzburg von den Klagen Konrad IV., der damit dem Salzburger Erzbischof Friedrich III. die Zusage abringen konnte, dass seither Erzeugung wie Ausfuhr des Schellenberger Salzes durch das Gebiet des Erzstifts ungehindert vor sich gehen dürfe.
Ein halbes Jahr vor seinem Tod hatte Heinrich IV. noch eine Auseinandersetzung um die Vogtei zu Jettenstetten und Weidenbach zu bestreiten. Der hierzu herangezogene Papst Clemens VI. übertrug die Urteilsfindung am 29. Oktober 1350 dem Abt von Tegernsee. Das in Salzburg gefällte Urteil vom 1. April 1351 sprach die Vogtei gegen eine Abfindungssumme dem Stift zu. Der Papst musste jedoch in Avignon am 30. Mai 1351 ein weiteres Mal bemüht werden, damit unter Androhung von Kirchenstrafen die Ansprüche für die Abfindung mit 300 Mark abgegolten werden konnten und Herzog Stephan II. von Bayern den Schiedsspruch ebenfalls anerkannte. Heinrich IV. hat die Beilegung dieses Streits nicht mehr erlebt, er starb noch vor dem 1. April 1351.

## Varia
Ludwig Ganghofer hat Heinrich IV. in seinem historischen Roman Der Klosterjäger als Vorlage eines „wohlwollenden Propstes“ innerhalb eines vom Autor „idealisierten Klosterlebens“ genutzt.